# Поліщук Володимир Сергійович
Поліщук Володимир Сергійович (1985—2014) — солдат Збройних сил України, учасник російсько-української війни.

## Біографія
Народився Володимир Поліщук 12 червня 1985 року у селі Мочалки Турійського району. Закінчив Локачинську філію Оваднівського професійного ліцею. Призваний до Збройних сил по мобілізації з початком російської збройній агресії, служив радіотелефоністом у 51-ї механізованій бригаді. Разом із іншими бійцями бригади брав участь у боях на Донбасі. 5 серпня (за іншими даними від 7 до 10 серпня) 2014 року Володимир Поліщук загинув в бою за стратегічну висоту Савур-Могила. Рідним не повідомили про загибель воїна, 17 серпня 2014 року родичі самостійно розшукали тіло полеглого бійця у морзі міста Харків.
Удома у загиблого героя залишились батьки та сестра; тітка Ірина Володимирівна Савчук.
Похований Володимир Поліщук на кладовищі у рідному селі Мочалки.

## Нагороди та вшанування
- 4 червня 2015 року — за особисту мужність і героїзм, виявлені у захисті державного суверенітету та територіальної цілісності України, вірність військовій присязі під час російсько-української війни, відзначений — нагороджений орденом «За мужність» III ступеня (посмертно).
- його портрет розміщений на меморіалі «Стіна пам'яті полеглих за Україну» у Києві: секція 2, ряд 5, місце 21.
- в листопаді 2017 року при вході до Локачинської філії Оваднівського професійного ліцею встановили меморіальну дошку загиблим воякам — серед них і Володимир Овадний.[2]
- вшановується на церемонії вшанування військовослужбовців ЗСУ, котрі загинули цього дня в різні роки війни на Українському Сході.